# Vețca
Vețca (in ungherese Székelyvécke, in tedesco Vitzka) è un comune della Romania di 808 abitanti, ubicato nel distretto di Mureș, nella regione storica della Transilvania. 
Il comune è formato dall'unione di 3 villaggi: Jacodu, Sălașuri, Vețca.